# Медаль «Ветеран органов по чрезвычайным ситуациям»
Медаль «Ветеран органов по чрезвычайным ситуациям Республики Казахстан» (Қазақстан Республикасы төтенше жағдайлар органдарының ардагері) — ведомственная награда Комитета по чрезвычайным ситуациям Министерства внутренних дел Республики Казахстан.

## История
Медаль была учреждена на основании Указа Президента Республики Казахстан от 5 июня 2006 года № 129. Указом от 30 сентября 2011 года за № 155 медаль была переучреждена как ведомственная награда Министерства по чрезвычайным ситуациям, однако, в 2014 году, в связи с ликвидацией Министерства и отнесением его функций к ведомству Министерства внутренних дел, награда претерпела ведомственную принадлежность.

## Положение
Медалью награждаются сотрудники органов по чрезвычайным ситуациям Республики Казахстан, за исключением состоящих на воинской службе, за многолетнюю и плодотворную работу, положительно характеризуемые по службе и имеющие общую выслугу 25 и более лет в календарном исчислении в соответствии с действующим законодательством Республики Казахстан.

## Описание медали
Медаль «Қазақстан Республикасы төтенше жағдайлар органдарының ардагері» изготавливается из латуни и имеет форму выпуклой восьмиконечной звезды с двугранными лучами жёлтого цвета. В центре звезды - стилизованное изображение земного шара со вписанными в него «розой ветров» и международным знаком гражданской обороны (круг оранжевого цвета, внутри которого голубой треугольник), под контуром земного шара - парящий орел. Изображение обрамлено надписью "ҚАЗАҚСТАН ТӨТЕНШЕ ЖАҒДАЙЛАР ОРГАНДАРЫНЫҢ АРДАГЕРІ" на фоне кольца красного цвета. Фон земного шара и парящего орла покрыт голубой эмалью. Буквы, контур парящего орла и меридианы земного шара позолочены.
На оборотной стороне медали по центру расположена надпись «Қазақстан Республикасы төтенше жағдайлар органдарының ардагері». В нижней части надпись «25 жыл» (25 лет).
Все изображения и надписи на медали выпуклые.
Размеры медали между противолежащими концами звезды - 38 мм.
Медаль с помощью ушка и кольца соединяются с пятиугольной колодкой шириной 30 мм и высотой 50 мм, обтянутой шелковой муаровой лентой. Посередине ленты располагается голубая полоса шириной 17 мм, вдоль правого края ленты располагаются четыре оранжевые полосы шириной 1 мм, чередующиеся с тремя черными полосами шириной 1 мм. С левого края ленты располагаются две оранжевые полосы шириной 3 мм и 1 мм, между которыми голубая полоса шириной 2 мм. Ширина ленты 30 мм.
Медаль с помощью булавки крепится к одежде.